# Alcamo Calcio 1982-1983
Questa voce raccoglie le informazioni riguardanti l'Alcamo Calcio nelle competizioni ufficiali della stagione 1982-1983.